# NGC 4752
NGC 4752 ist eine 14,5 mag helle Spiralgalaxie vom Hubble-Typ Sbc im Sternbild Haar der Berenike am Nordsternhimmel. Sie ist schätzungsweise 502 Millionen Lichtjahre von der Milchstraße entfernt und hat einen Durchmesser von etwa 105.000 Lichtjahren.

Im selben Himmelsareal befindet sich u. a. die Galaxie NGC 4689.
Das Objekt wurde am 12. April 1784 von Wilhelm Herschel mit einem 18,7–Zoll–Spiegelteleskop entdeckt, der sie dabei mit „vF, S, E, r“ beschrieb.
Möglicherweise ist NGC 4752 mit CGCG 071-058 gleichzusetzen, denn Herschels Beschreibung passt exakt, aber seine Positionsbestimmung war falsch. Nachfolgende Astronomen, u. a. auch Bigourdan, konnten seine Beobachtung nicht wiederholen.